# Voice (bump.yの曲)
「voice」（ボイス）は、bump.yのメジャー・デビュー・シングル。2010年8月25日にSony Music Recordsから発売された。

## リリース形態
ミュージック・ビデオ収録DVD付初回生産限定盤A（規格品番：SRCL-7373/4）、初回生産限定盤B（規格品番：SRCL-7375）、通常盤（規格品番：SRCL-7376）の3形態で発売された。

## 収録曲

### CD
1. voice（4:18）
  - 作詞・作曲・編曲：藤末樹
2. One Emotion（4:38）
  - 作詞：eRiWo　作曲・編曲：内田智之
3. voice（Instrumental）
4. One Emotion（Instrumental）

### DVD
1. voice（ミュージック・ビデオ）

## タイアップ
- 関西テレビ『週刊プラチケ!』